# Tsukasa Shiotani
Tsukasa Shiotani (jap. 塩谷 司 Shiotani Tsukasa; * 5. Dezember 1988 in Tokushima) ist ein japanischer Fußballspieler.

## Karriere

### Verein
Tsukasa Shiotani erlernte das Fußballspielen in den Jugendmannschaften von Minamikomatsushima FC, Omatsu SC und dem Otsuka FC, in der Schulmannschaft der Tokushima Prefectural Tokushima Commercial High School sowie in der Universitätsmannschaft der Kokushikan-Universität. Seinen ersten Profivertrag unterschrieb er am 1. Februar 2011 bei Mito HollyHock. Der Verein aus Mito spielte in der zweiten japanischen Liga. Für Mito absolvierte er 60 Zweitligaspiele. Im August 2012 wechselte er zum Erstligisten Sanfrecce Hiroshima. Mit dem Verein feierte er 2012, 2013 und 2015 die japanische Meisterschaft. Den japanischen Supercup gewann er mit Hiroshima in den Jahren 2013, 2014 und 2016. Im Juli 2017 ging er in die Vereinigten Arabischen Emirate, wo er sich dem Erstligisten al Ain Club aus al-Ain anschloss. 2018 wurde er mit dem Verein Meister des Landes. Außerdem gewann er mit dem Verein den UAE President’s Cup. Für Al Ain stand er 88-mal in der ersten Liga auf dem Spielfeld. Ende Juni 2021 wurde sein Vertrag nicht verlängert. Von Juli 2021 bis September 2021 war er vertrags- und vereinslos. Am 1. Oktober 2021 nahm ihn sein ehemaliger Verein Sanfrecce Hiroshima wieder unter Vertrag. Am 22. Oktober 2022 stand er mit Hiroshima im Endspiel des Japanischen Ligapokals. Hier besiegte man Cerezo Osaka mit 2:1. Am Ende der Saison 2024 wurde er mit Sanfrecce Hiroshima Vizemeister der Liga. Am 8. Februar 2025 gewann er mit Sanfrecce Hiroshima den japanischen Supercup. Das Spiel gegen den Meister Vissel Kōbe gewann man mit 2:0.

### Nationalmannschaft
2014 debütierte Shiotani für die japanische Fußballnationalmannschaft. Shiotani bestritt zwei Länderspiele. Mit der japanischen Nationalmannschaft qualifizierte er sich für die Fußball-Asienmeisterschaft 2015.

## Erfolge
Sanfrecce Hiroshima	
- Japanischer Meister: 2012, 2013, 2015

- Japanischer Supercupsieger: 2013, 2014, 2016, 2025

- Japanischer Ligapokalsieger: 2022

- Japanischer Vizemeister: 2024

al Ain Club
- UAE Pro League: 2017/18
- UAE President’s Cup: 2017/18

## Auszeichnungen
- J. League Best XI: 2014